# الجيش الإسلامي للإنقاذ
الجيش الإسلامي للإنقاذ هو مجموعة قتالية جزائرية عارضت الحكومة من 1993 إلى 13 يناير 2000.
تأسس سنة 1993، وأجازته قيادات من الجبهة الإسلامية للإنقاذ رغبة في إيجاد تنظيم عسكري يشكل امتدادا مسلحا للجبهة.

## المصالحة الوطنية
بدأت المخبرات الجزائرية في دعوة قيادة الجيش الإسلامي إلى التوبة والاستسلام سنة 1988 مع الجنرال إسماعيل العماري، وأوقف عمله المسلح مقابل عفو شامل عام 2000، وأعلنت الدولة المصالحة الوطنية.[بحاجة لمصدر]